# Gars am Inn
Gars am Inn è un comune tedesco di 3 824 abitanti, situato nel land della Baviera.